# إبستراتيجوس
إبستراتيجوس (باليونانية القديمة: ἐπιστράτηγος, lit. 'فوق-الجنرال') ؛ (باللاتينية: epistrategus) كانت وظيفة عسكرية وإدارية رفيعة في مصر البطلمية، واستمر العمل بها خلال الفترة الرومانية اللاحقة. كان كل إبستراتيجوس مسؤول عن إبستراتيجي (باليونانية القديمة: ἐπιστρατηγία, رومنة: epistratēgia) (مقاطعة).
تحت حكم البطالمة، كان هناك إستراتيجوس يوناني في كل مقاطعة مصرية، مهمته في الأساس قيادة الحامية اليونانية المتمركزة في تلك المقاطعة، ولكن سرعان ما حل محل الأمير إداريًا. تدريجيا بدأ وضع عدد من المقاطعات تحت سلطة إستراتيجوس واحد، وتحت حكم بطليموس الثاني (r . 283 - 246 قبل الميلاد)، عُيِّنَ إبستراتيجوس للكورة، وكانت له السلطة على الإستراتيجوس الآخرين في جميع أنحاء مصر عدا العاصمة والإسكندرية . ثم بعد ذلك عُيِّنَ إبستراتيجوس ثان لمقاطعة طيبة. بعد الغزو الروماني 30 ق. م. ، تم الإبقاء على معظم النظام البطلمي ،وظل الإبستراتيجوس قائمَا، مع طبقة مسؤولين رومانيين تحت الوالي أضيفت للهيكل الإداري. ظلت وظيفة الإبستراتيجوس مهمة، على الرغم من أنه فقد أي مسؤولية عسكرية على ما يبدو؛ ولاحقًا أمكن للرومانيون الفرسان أن يتقلدوا المنصب. ولأن التقسيم الروماني لمصر كان لثلاث مناطق كبيرة (دلتا النيل أو مصر السفلى، ومصر الوسطى أو هيبتانوميس، وطيبة)، كان هناك ثلاثة أو أربعة إبيستراتجوي، حيث كان هناك غالبًا اثنان لمصر السفلى، وواحد للشرق وواحد للغرب.